# Wällo

Karte der Provinzen Äthiopiens

Wällo oder Wollo (amharisch ወሎ wällo) ist eine historische Provinz im Nordosten Äthiopiens. 
Ihre Hauptstadt war Dese (Dessie). Der Westen des ehemaligen Provinzgebietes gehört zum Hochland von Abessinien, während der Osten Teil der Afar-Tiefebene ist. Wegen ihrer Lage im Niederschlagsschatten des Hochlandes gehören der Norden und Osten von Wällo zu den allgemein regenärmeren und stärker von Dürre bedrohten Gebieten Äthiopiens. 

## Im Kaiserreich Abessinien
Die Provinz war nach den Wällo-Oromo (Rayya, Yejju, Wällo, Dumuga) benannt, die seit dem 17. Jahrhundert hier siedelten. Nach dem Ende der italienischen Besatzung Äthiopiens 1941 wurden die Provinzen Amhara Saynt, Lasta, Wag und Yejju an Wällo angegliedert. Nach der Woyane-Rebellion in der nördlichen Nachbarprovinz Tigray 1943 wurden zusätzlich die Gebiete der Rayya und Azabo von Tigray abgetrennt und zu Wällo hinzugefügt.
Dürre, die gesellschaftlichen und wirtschaftlichen Bedingungen in der Provinz und die Gleichgültigkeit des äthiopischen Staates unter Haile Selassie führten 1972–1973/74 zur Hungersnot, in der zwischen 40.000 und 80.000 Menschen starben. Besonders betroffen waren die Afar-Nomaden, die Land an Baumwollplantagen verloren hatten, die Rayya und Azabo, die nach der Woyane enteignet worden waren, und Pächter, die ihren Grundherren weiterhin Abgaben zu leisten hatten.

## In der Volksrepublik Äthiopien
Von der Hungersnot 1983–1985 waren der Norden von Wollo und der Süden von Tigray am schwersten betroffen. In diesen Gebieten waren die Rebellen der Volksbefreiungsfront von Tigray (TPLF) aktiv, und die Aufstandsbekämpfungsmaßnahmen des Derg-Regimes trugen mehr als die Dürre zum Hunger bei.
1987 wurde die Verwaltungsgliederung Äthiopiens neu geordnet und Wollo in zwei Provinzen Nord- und Süd-Wollo aufgeteilt, der Ostteil der Provinz wurde Teil der Autonomen Region Assab.
Mit der ethnisch-föderalistischen Neuordnung nach 1991 wurde der westliche, zum Hochland gehörende Teil des Provinzgebietes der Region Amhara zugeteilt, während der östliche Teil nun zur Afar-Region gehört. Die Rayya- und Azabo-Gebiete gehören wieder zu Tigray. Der Name Wollo lebt in den Bezeichnungen der Zonen Semien Wollo und Debub Wollo (Nord- und Süd-Wollo) in der Amhara-Region fort.